# Seznam rektorjev Jezuitskega kolegija v Ljubljani
Seznam rektorjev Jezuitskega kolegija v Ljubljani.

## Seznam
1. Mihael Poldt (21. januar 1597 - 9. avgust 1597)
2. Henrik Vivarius (9. avgust 1597 - maj 1602)
3. Krištof Ziegelfest (maj 1602 - 1. januar 1603)
4. Janez Rotarius (1. januar 1603 - 1. maj 1605)
5. Florijan Avancinus (1. maj 1605 - oktober 1606)
6. Janez Rafael Kobenzl (oktober 1606 - 10. maj 1607)
7. Nikolaj Coronius (10. maj 1607 - december 1609)
8. Krištof Ziegelfest (december 1609 - 6. maj 1610)
9. Nikolaj Jagniatovič (6. maj 1610 - 1619)
10. Krištof Dombrin (1619 - 1622)
11. Albert Ocicky (1622 - 1630)
12. Andrej Kolperger (1630 - 1633)
13. Matija Klimka (1633 - 1638)
14. Janez Gerb (1638 - 15. avgust 1640)
15. Andrej Mikec (15. avgust 1640 - 1645)
16. Janez Schattner (1645 - 1. januar 1648)
17. Mihael Herman (1. januar 1648 - 1652)
18. Mihael Estmor (1652 - 18. januar 1654)
19. Jurij Schimonsky (18. januar 1654 - 12. julij 1657)
20. Franc Jörgerer (12. julij 1657 - 28. avgust 1660)
21. Mihael Sautter (28. avgust 1660 - 24. september 1663)
22. Karel Kuglman (24. september 1663 - 11. september 1666)
23. Janez Frey (11. september 1666 - 22. september 1669)
24. Ferdinand Acatius (22. september 1669 - 2. julij 1672)
25. Sigismund Gleispach (2. julij 1672 - 22. oktober 1675)
26. Just Locatelli (22. oktober 1675 - 17. januar 1679)
27. Jurij Posch (17. januar 1679 - 17. januar 1682)
28. Janez Lindelauf (17. januar 1682 - 24. januar 1685)
29. Rok Ampach (24. januar 1685 - 30. april 1688)
30. Ferdinand Elwanger (30. april 1688 - 13. junij 1691)
31. Konrad Miller (13. junij 1691 - 8. avgust 1694)
32. Anton Gregorin (8. avgust 1694 - 6. oktober 1697)
33. Jakob Roman (6. oktober 1697 - 1. januar 1701)
34. Rudolf Lewenberg (1. januar 1701 - 1. januar 1704)
35. Simon Karchne (1. januar 1704 - 27. januar 1707)
36. Karel Enders (27. januar 1707 - 29. april 1710)
37. Andrej Mägerl (29. april 1710 - 22. julij 1713)
38. Jožef Spindler (22. julij 1713 - 15. november 1716)
39. Maksimiljan Galler (15. november 1716 - 24. september 1719)
40. Zaharija Gladič (24. september 1719 - 29. oktober 1722)
41. Benedikt Quadri (29. oktober 1722 - 14. november 1725)
42. Peter Buzzi (14. november 1725 - 21. november 1728)
43. Ignacij Dinzl (21. november 1728 - 25. november 1731)
44. Sigismund Liechtenberg (25. november 1731 - 30. maj 1735)
45. Franc Staindl (30. maj 1735 - 27. julij 1738)
46. Sigismund Liechtenberg (27. julij 1738 - 27. september 1741)
47. Wolfgang Valvasor (27. september 1741 - 8. december 1744)
48. Anton Erberg (8. december 1744 - 3. oktober 1746)
49. Jožef de Giorgio (27. november 1746 - 7. december 1749)
50. Sigismund Liechtenberg (7. december 1749 - 11. januar 1753)
51. Jožef Nitsch (11. januar 1753 - 26. april 1756)
52. Jožef Carl (26. april 1756 - 28. maj 1759)
53. Ernest Apfaltrer (28. maj 1759 - 2. januar 1763)
54. Karel Dillher (2. januar 1763 - 30. marec 1766)
55. Anton Focky (20. marec 1766 - 26. april 1769)
56. Karel Dillher (26. april 1769 - 11. junij 1772)
57. Kristijan Rieger (11. junij 1772 - 29. september 1773)